# Honda VTR 1000 F
Die VTR 1000 F ist ein als Sporttourer konzipiertes Motorrad des japanischen Herstellers Honda.

## Verkaufsbezeichnung

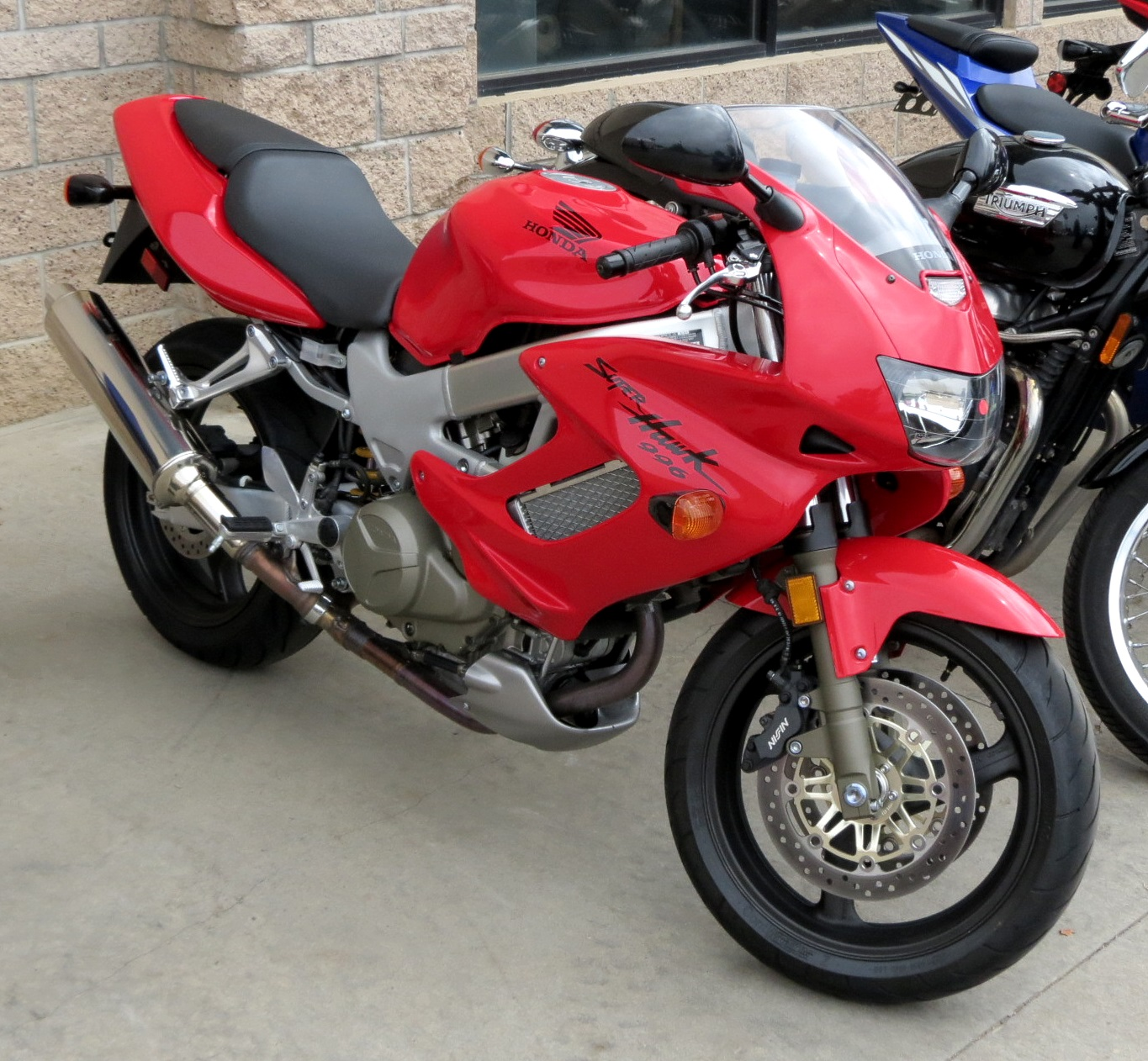
Honda VTR 1000 F, (amerikanisches Modell Super Hawk, rot)

Das halbverkleidete Motorrad wurde von 1997 bis 2006 in Europa mit der Zusatzbezeichnung „Fire Storm“ und in den USA als „Super Hawk“ vermarktet und hat den internen Werkscode SC 36. Die Abkürzung VTR steht für Vee-Twin Road, einem V-Motor mit zwei Zylindern für die Straße. Das Suffix F hinter der Hubraumklasse bedeutet fairing (deutsch Verkleidung).
Die namentlich ähnlichen Modelle VTR 1000 SP1 und SP2 sind technisch eigenständig.

## Technische Daten

### Antrieb
Der flüssigkeitsgekühlte Zweizylindermotor erzeugt aus 996 cm³ Hubraum eine Nennleistung von 81 kW (110 PS) und ein maximales Drehmoment von 96 Nm sowie in gedrosselter Version 72 kW (98 PS) und 90 Nm Drehmoment. Der quer eingebaute V-Motor hat einen Zylinderwinkel von 90 Grad. Die beiden Zylinder haben eine Bohrung von 98 mm Durchmesser, die Kolben einen Hub von 66 mm bei einem Verdichtungsverhältnis von 9,4:1. Jeder Zylinderkopf hat zwei kettengetriebene, obenliegende Nockenwellen, welche über Tassenstößel zwei Einlass- und zwei Auslassventile ansteuern. Der Viertaktmotor wird durch zwei seitlich angebrachte Radiatoren gekühlt. Die Kraftstoffaufbereitung erfolgt durch zwei 48 mm Gleichdruck-Flachschiebervergaser, die Zündung durch eine digitale Transistorzündung mit elektronischer Frühverstellung. Die Abgasnachbehandlung erfolgt durch einen ungeregelten Katalysator mit Sekundärluftsystem und unterschreitet die Schadstoffgrenzwerte der Abgasnorm Euro-2. Der Kraftstofftank fasst 16 Liter, davon sind 2,5 Liter Reserve.
Das Motorrad beschleunigt in 3,3 Sekunden von 0 auf 100 km/h und erreicht eine Höchstgeschwindigkeit von 251 km/h (241 km/h bei 98 PS).

### Modelljahr 2001
Mit Modelljahr 2001 wurden einige Änderungen vorgenommen:
- Tankvolumen auf 19 l vergrößert
- Motorabstimmung geändert, um den Verbrauch zu senken
- Andere Abstimmung der Gabel
- Flachere Lenkerstummel
- LCD-Cockpit für Benzinstand, Temperatur, km-Zähler und Uhr
- Honda Ignition Security System (HISS) im Lieferumfang

### Fahrwerk
Das Fahrwerk baut auf einem Brückenrahmen aus Aluminium auf und hat hinten eine Zweiarmschwinge aus Aluminium mit Pro-Link und Monofederbein. Das Kurbelwellengehäuse dient als unmittelbare Befestigung für die Schwinge. Das Vorderrad wird von einer Teleskopgabel mit 41 mm Standrohrdurchmesser und 109 mm Federweg geführt. Gabel und Federbein nutzen das HMAS (Honda Multi-Action System) Dämpfer-System, vorn mit Cartridge-Dämpfung und einstellbarer Zugstufen-Dämpfung.
Am Vorderreifen verzögert eine Ø 296-mm-Doppelscheibenbremse mit Vier-Kolben-Bremszangen und gesinterten Metallbelägen, hinten eine Ø 220-mm-Scheibenbremse mit Ein-Kolben-Bremssattel. Die Reifen vom Typ Dunlop-D204 haben vorne eine Größe von 120/70 und hinten von 180/55. Die Dreispeichenfelgen aus Aluminium haben vorne und hinten einen Durchmesser von 43,2 cm. Der Lenkkopfwinkel beträgt 24 Grad, der Nachlauf 97 mm.

### Kraftübertragung
Der Primärtrieb erfolgt über Getrieberäder. Die Krafttrennung erfolgt durch eine Mehrscheiben-Nasskupplung, die Drehmomentumwandlung durch ein Getriebe mit sechs Gängen. Der Sekundärantrieb hat einen Kettenantrieb.

## Kritiken
„Kein Wolf, aber auch kein Schafspelz. Die VTR bietet grundsoliden Zweizylinder-Charme in bekannter Honda-Perfektion. Das mag der typischen Zweizylinder-Klientel zu glatt erscheinen. Für sportliche Schnäppchenjäger ist die 1000er hingegen ein lohnenswertes Objekt – inklusive wohlig grummeligem V2-Orchester.“

„[Der] Tank faßt nur 16 Liter inklusive 2,5 Liter Reserve. Diese Tatsache ist umso bedenklicher, da die VTR mit dem bleifreien Normalbenzin wirklich nicht sparsam umgeht. Bei einem Durchschnittsverbrauch, der bei knapp über 8 Liter auf 100 km liegt, hört der Spaß auf. Ein so hoher Verbrauch ist absolut nicht mehr zeitgemäß und zwingt schon nach relativ kurzen Etappen zu einer Tankpause.“

„Grundsolide. Nicht nur der Motor. Die Honda ist gut verarbeitet, und bei guter Pflege und regelmäßiger Wartung sind auch Laufleistungen weit jenseits von 50000 Kilometern kein Problem.“